# Radek Tomášek
Radek Tomášek (* 3. června 1946 Praha) je český zpěvák, písničkář, textař a kytarista.
Po absolutoriu střední školy vystudoval strojní fakultu ČVUT, kde promoval v roce 1970. Od roku 1966 do roku 1973 byl členem skupiny Rangers v jejím nejslavnějším legendárním období. Jako vůbec první člen Rangers kapelu předčasně opustil a věnoval se své vlastní sólové dráze, kdy vystupoval společně s různými doprovodnými skupinami. Dnes často vystupuje se svým synem Radkem Tomáškem mladším, který je také úspěšným muzikantem. Je však také herec a svou šanci dostal na jaře roku 2009, kdy ztvárnil roli ředitele muzea v českém filmu Pamětnice.

## Výběr hitů
- Zpíval jen rokenrol nic víc
- Žádná jiná

## Diskografie
- Dům na nároží, 2016 (2CD kompilace největších hitů)